# Walt Kuhn

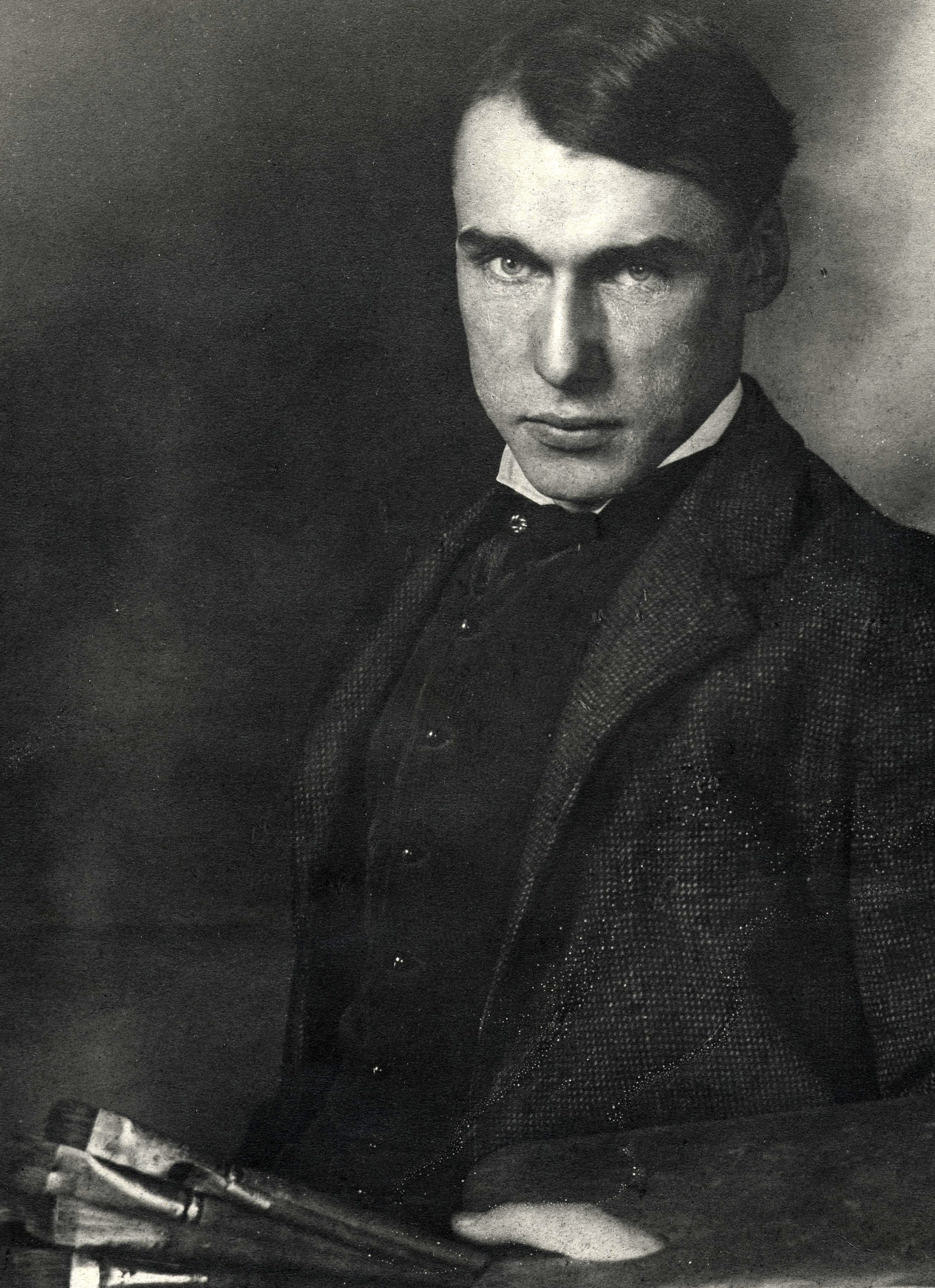
Walt Kuhn

Walt Kuhn (Brooklyn, 27 oktober 1877 – 13 juli 1949) was een Amerikaanse kunstschilder en organisator van de Armory Show van 1913.

## Biografie
Op zijn vijftiende verkocht Kuhn onder de naam Walt zijn eerste tekeningen aan tijdschriften. In 1893 schreef hij zich in voor tekenlessen aan het Brooklyn Polytechnic Institute. In 1899 vertrok Kuhn naar Californië met zestig dollar op zak.
Na zijn aankomst in San Francisco werd hij illustrator voor WASP Magazine. In 1901 vertrok hij naar Parijs, waar hij kort kunst studeerde aan de Académie Colarossi voordat hij naar de Koninklijke Academie in München ging. Hier studeerde hij onder Heinrich von Zügel (1850-1941), lid van de School van Barbizon. In 1903 keerde hij terug naar New York, waar hij werkte als illustrator voor lokale kranten. In 1905 hield hij zijn eerste tentoonstelling in de Salmagundi Club, waarbij hij zich vestigde als cartoonist en serieus schilder. In ditzelfde jaar voltooide hij zijn eerste illustraties voor Life magazine. Toen de New York School of Art in de zomer van 1908 verplaatst werd naar Fort Lee, New Jersey, werd Kuhn lid van de faculteit. Hij deed er onbevredigende ervaringen op en aan het eind van het schooljaar keerde hij terug naar New York. Daar trouwde hij met Vera Spier. Kort daarna werd zijn dochter Brenda Kuhn geboren.
In 1909 hielp hij bij de voorbereiding zijn eerste solotentoonstelling in New York. In de volgende jaren nam Kuhn deel aan de oprichting van de Vereniging van Amerikaanse schilders en beeldhouwers, de organisatie die verantwoordelijk was voor de Armory Show van 1913. Kuhn trad op als uitvoerend secretaris en werd belast met het vinden van Europese kunstenaars om deel te nemen. De Armory Show, die zowel de Europese en Amerikaanse moderne kunst toonde, bleek zowel een controverse als een triomf. Een uitgekiende en sensationele publiciteitscampagne, gecombineerd met strategische mond-tot-mondreclame, resulteerde in een bezoekersaantal van meer dan 200.000 en verkoopcijfers van meer dan 44.000 duizend dollar. De tentoonstelling toonde aan dat de moderne kunst een plaats had in de smaak van het publiek en dat er een markt voor was.
In 1925 kreeg Kuhn ernstige gezondheidsklachten en hij overleed bijna aan een maagzweer. Na een moeizaam herstel werd hij instructeur bij de Art Students League of New York. Hij voltooide ook een opdracht voor de Union Pacific Railroad, de clubwagon "The Little Nugget" LA-701, die momenteel gerestaureerd wordt bij het Travel Town Museum in Los Angeles, Californië. In 1933 organiseerde de oude kunstenaar zijn eerste retrospectief. Tegen de jaren 40 begon Kuhns gedrag ongezonde kenmerken te vertonen. Hij nam steeds meer afstand, en toen het Ringling Brothers Circus in de stad was bezocht hij dat elke avond. In 1948 werd hij opgenomen en op 13 juli 1949 overleed hij plotseling aan een geperforeerde maagzweer.

## Werk

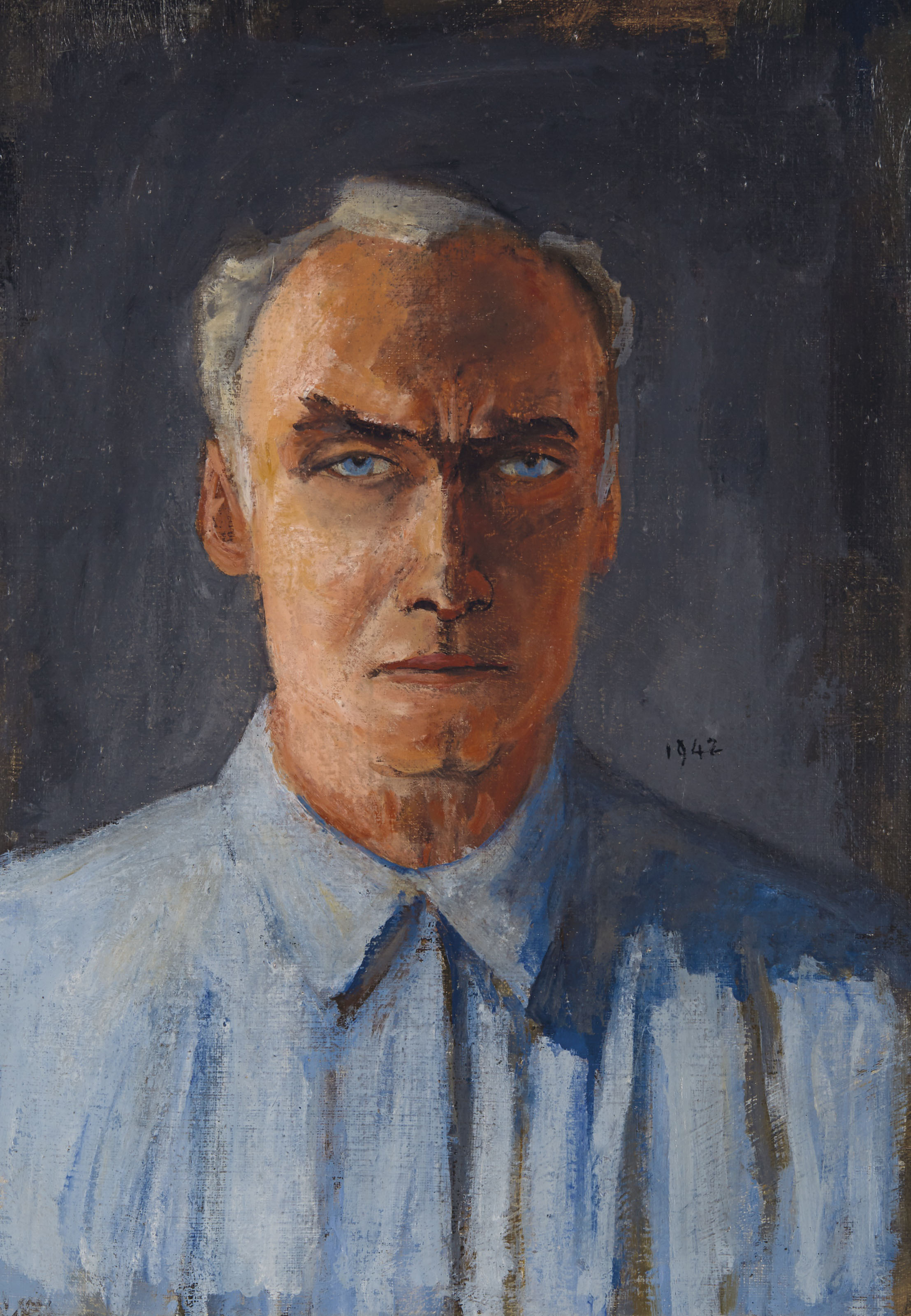
Zelfportret

Tegenwoordig wordt Kuhn het best herinnerd wegens zijn rol bij het organiseren van de Armory Show van 1913. Toch houdt hij een plaats in de Amerikaanse kunstgeschiedenis als een bekwaam cartoonist, tekenaar, graficus, beeldhouwer en schilder. Hij vernietigde veel van zijn vroege schilderijen, maar de resterende werken zijn nog altijd krachtig.
Zijn portretten van circus- en variété-artiesten zijn enkele memorabele werken van het vroege Amerikaanse modernisme. Ze doen denken aan commedia dell'arte acteursportretten die Franse meesters eeuwen eerder maakten. Niettemin staan Kuhns werken op zichzelf. Zijn expressionistische intieme portretten en stillevens zijn te vinden in verscheidene musea en universiteiten in de Verenigde Staten.